# Série mondiale 1986

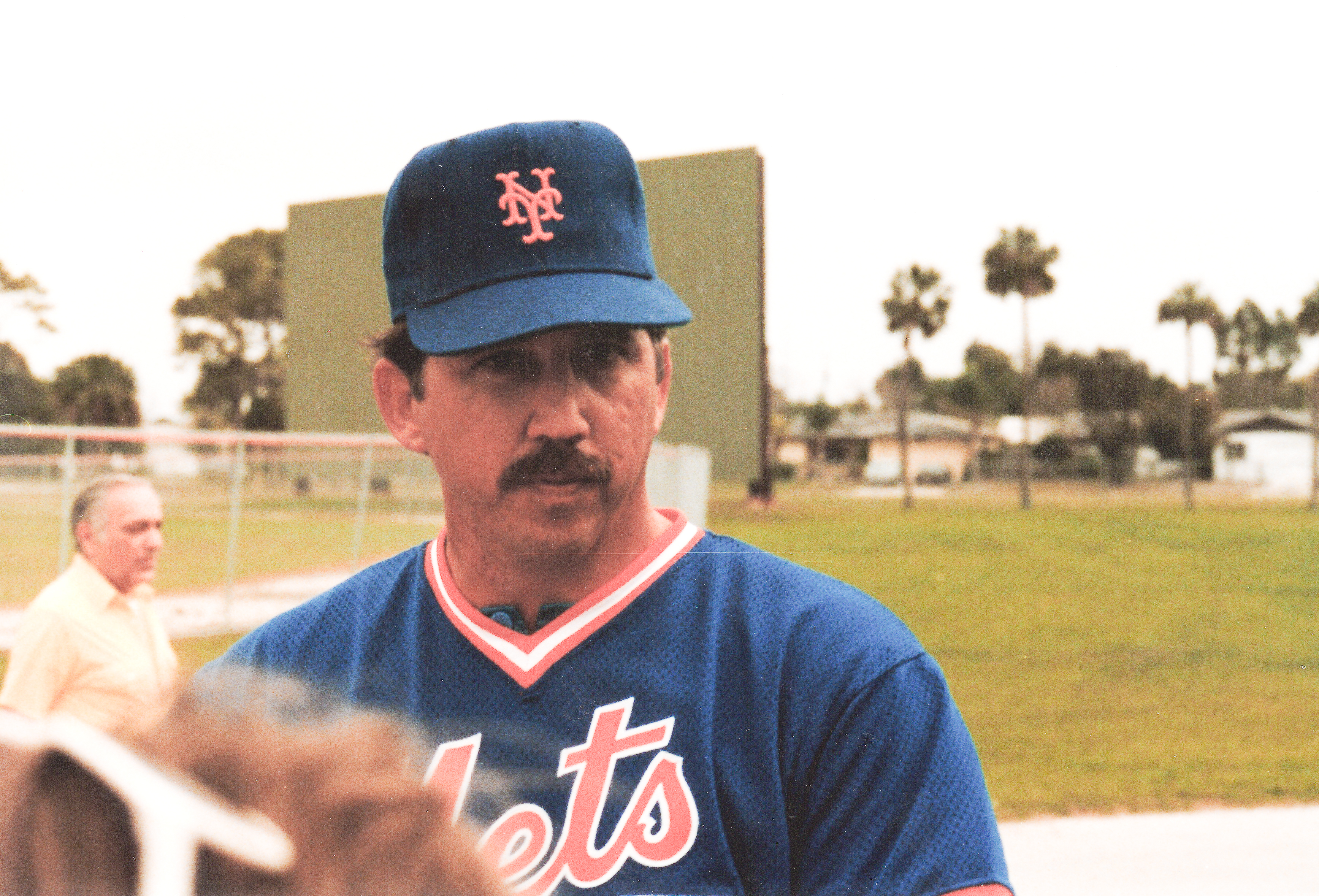
Davey Johnson mène les Mets de New York vers la conquête du titre de champions du monde en 1986.

La Série mondiale 1986 est la 83e série finale des Ligues majeures de baseball. Elle a débuté le 18 octobre 1986 et a opposé les champions de la Ligue nationale, les Mets de New York, aux champions de la Ligue américaine, les Red Sox de Boston.
Cette série 4 de 7[Quoi ?] s'est terminée le 27 octobre par une victoire des Mets de New York dans la limite de 7 matchs, quatre victoires contre trois. Cette série mondiale est entrée dans les annales du baseball et du sport professionnel nord-américain comme un des exemples de revirement les plus spectaculaires dans une série finale. Les Red Sox de Boston menaient la série 3 victoires à 2 et, à deux reprises durant le sixième match, s'approchèrent à une seule prise d'inscrire le dernier retrait de la série et de remporter le titre. Mais une erreur du joueur de premier but Bill Buckner, incapable de saisir un faible roulant frappé par Mookie Wilson, a permis aux Mets de remporter la sixième partie. L'équipe new-yorkaise enregistra la victoire ultime deux jours plus tard pour mériter le titre de champions du monde.

## Équipes en présence

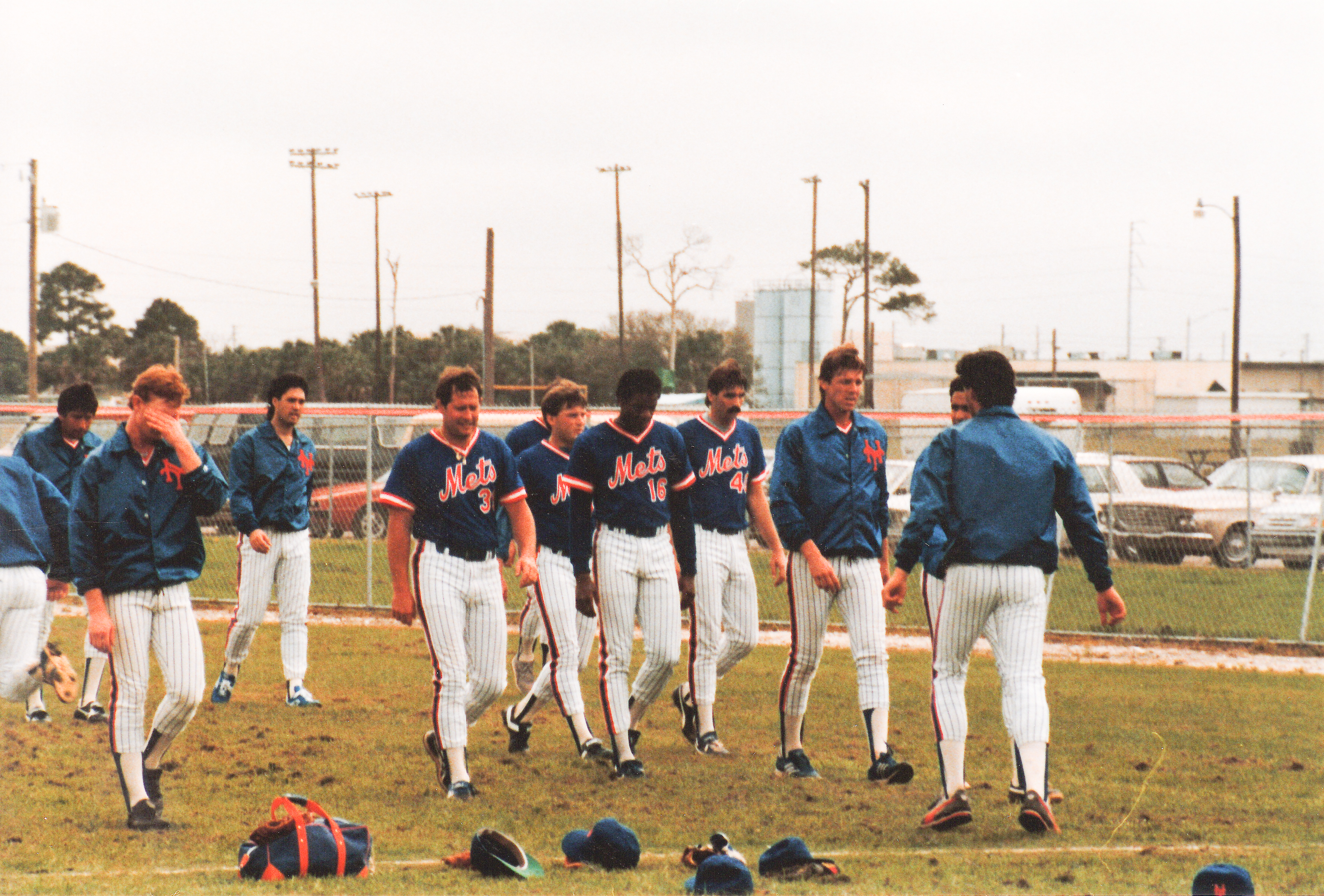
Les Mets de New York à l'entraînement du printemps 1986.

Les Mets de New York terminèrent la saison régulière 1986 avec un dossier de 108-54, remportant facilement le titre de la division Est avec une avance de 21.5 matchs sur les Phillies de Philadelphie. Malgré leur succès sur le terrain, la saison fut mouvementée pour les Mets, avec une bagarre générale contre Cincinnati le 22 juillet, le congédiement du vétéran George Foster, qui accusa l'équipe de racisme, et l'arrestation de quatre joueurs (Ron Darling, Bobby Ojeda, Rick Aguilera et Tim Teufel) le 19 juillet après une bagarre avec des policiers à l'extérieur d'un bar de Houston, Texas. 
Les Mets remportèrent la Série de championnat de la Ligue nationale de baseball 4-2 devant les Astros de Houston, champions de la division Ouest.
Les Red Sox de Boston remportèrent le championnat de la division Est de la Ligue américaine avec une fiche de 95-66, 5 matchs et demi devant les Yankees de New York. En Série de championnat, ils laissèrent les Angels de la Californie prendre une avance de 3 victoires à une, mais parvinrent à éviter l'élimination en remportant la 5e rencontre de la série en 11 manches. Avec des victoires dans les matchs #6 et #7, les Red Sox gagnèrent la série dans la limite de sept parties pour accéder à la Série mondiale.
Les Mets accédaient à la Série mondiale pour la troisième fois de leur histoire. Ils avaient remporté la Série mondiale de 1969 en cinq parties sur les Orioles de Baltimore et perdue celle de 1973 en sept matchs contre Oakland.
Les Red Sox passaient en Série mondiale pour la 10e fois de leur histoire, montrant alors un dossier de cinq titres remportés, contre quatre défaites en finale. Leur dernière victoire dans la classique d'octobre datait cependant de 1918.

## Déroulement de la Série

### Calendrier des rencontres
| Match | Date       | Visiteur          | Hôte              | Score              |
| ----- | ---------- | ----------------- | ----------------- | ------------------ |
| 1     | 18 octobre | Red Sox de Boston | Mets de New York  | 1 - 0              |
| 2     | 19 octobre | Red Sox de Boston | Mets de New York  | 9 - 3              |
| 3     | 21 octobre | Mets de New York  | Red Sox de Boston | 7 - 1              |
| 4     | 22 octobre | Mets de New York  | Red Sox de Boston | 6 - 2              |
| 5     | 23 octobre | Mets de New York  | Red Sox de Boston | 2 - 4              |
| 6     | 25 octobre | Red Sox de Boston | Mets de New York  | 5 - 6 (10 manches) |
| 7     | 27 octobre | Red Sox de Boston | Mets de New York  | 5 - 8              |

### Match 1
Samedi 18 octobre 1986 au Stade Shea, New York, NY.
| Red Sox de Boston | 0 | 0 | 0 | 0 | 0 | 0 | 1 | 0 | 0 | 1 | 5 | 0 |
| Mets de New York | 0 | 0 | 0 | 0 | 0 | 0 | 0 | 0 | 0 | 0 | 4 | 1 |
| Lanceurs partants : BOS : Bruce Hurst NYM : Ron Darling Vic. : Bruce Hurst (1-0) Déf. : Ron Darling (0-1) Sauv. : Calvin Schiraldi (1) |   |   |   |   |   |   |   |   |   |   |   |   |

Le premier match offrit aux partisans un duel de lanceurs entre Ron Darling, de New York, et Bruce Hurst, de Boston. Hurst musela l'attaque des Mets, n'accordant que quatre coups sûrs en huit manches lancées, tandis que son adversaire n'alloua qu'un point, non mérité en raison d'une erreur du joueur de deuxième but Tim Teufel en 7e manche. Les Red Sox remportèrent le match 1-0 et prirent les devants 1-0 dans la série.

### Match 2
Dimanche 19 octobre 1986 au Stade Shea, New York, NY.
| Red Sox de Boston | 0 | 0 | 3 | 1 | 2 | 0 | 2 | 0 | 1 | 9 | 18 | 0 |
| Mets de New York | 0 | 0 | 2 | 0 | 1 | 0 | 0 | 0 | 0 | 3 | 8  | 1 |
| Lanceurs partants : BOS : Roger Clemens NYM : Dwight Gooden Vic. : Steve Crawford (1-0) Déf. : Dwight Gooden (0-1) Sauv. : Bob Stanley HRs : BOS : Dave Henderson (1), Dwight Evans (1) |   |   |   |   |   |   |   |   |   |   |    |   |

Les Mets encaissèrent une seconde défaite à domicile, alors que le jeune lanceur partant Dwight Gooden donna six points aux Red Sox sur huit coups sûrs en 5 manches lancées. Avec une récolte de 18 coups sûrs aux dépens des lanceurs new-yorkais, Boston l'emporta 9-3 pour prendre les devants 2-0 dans la série.

### Match 3
Mardi 21 octobre 1986 au Fenway Park de Boston, Massachusetts.
| Mets de New York | 4 | 0 | 0 | 0 | 0 | 0 | 2 | 1 | 0 | 7 | 13 | 0 |
| Red Sox de Boston | 0 | 0 | 1 | 0 | 0 | 0 | 0 | 0 | 0 | 1 | 5  | 0 |
| Lanceurs partants : NYM : Bob Ojeda BOS : Oil Can Boyd Vic. : Bob Ojeda (1-0) Déf. : Oil Can Boyd (0-1) HRs : NYM : Lenny Dykstra (1) |   |   |   |   |   |   |   |   |   |   |    |   |

Les Mets rebondissent dès la première manche du premier match disputé à Boston en prenant une avance de 4-0, Lenny Dykstra frappant notamment un coup de circuit en solo aux dépens de Dennis "Oil Can" Boyd. Les lanceurs des Mets, le partant Bobby Ojeda en tête, limitèrent l'attaque adverse à cinq coups sûrs et un point. New York l'emporta 7-1, réduisant à 2-1 l'avance des Red Sox dans la série.

### Match 4
Mercredi 22 octobre 1986 au Fenway Park de Boston, Massachusetts.
| Mets de New York | 0 | 0 | 0 | 3 | 0 | 0 | 2 | 1 | 0 | 6 | 12 | 0 |
| Red Sox de Boston | 0 | 0 | 0 | 0 | 0 | 0 | 0 | 2 | 0 | 2 | 7  | 1 |
| Lanceurs partants : NYM : Ron Darling BOS : Al Nipper Vic. : Ron Darling (1-1) Déf. : Al Nipper (0-1) Sauv. : Jesse Orosco (1) HRs : NYM : Gary Carter (1,2), Lenny Dykstra (2) |   |   |   |   |   |   |   |   |   |   |    |   |

Le receveur Gary Carter frappa deux circuits par-dessus le « Monstre vert » (la très haute clôture du champ gauche) du Fenway Park dans une victoire de 6-2 de l'équipe de New York. Au monticule, le partant des Mets, Ron Darling (originaire de Boston) blanchit l'adversaire durant sept manches. Les Mets venaient d'égaler la série 2-2.

### Match 5
Jeudi 23 octobre 1986 au Fenway Park de Boston, Massachusetts.
| Mets de New York | 0 | 0 | 0 | 0 | 0 | 0 | 0 | 1 | 1 | 2 | 10 | 1 |
| Red Sox de Boston | 0 | 1 | 1 | 0 | 2 | 0 | 0 | 0 | X | 4 | 12 | 0 |
| Lanceurs partants : NYM : Dwight Gooden BOS : Bruce Hurst Vic. : Bruce Hurst (2-0) Déf. : Dwight Gooden (0-2) HRs : NYM : Tim Teufel (1) |   |   |   |   |   |   |   |   |   |   |    |   |

Dwight Gooden connut une autre contre-performance au monticule pour les Mets, allouant quatre points et neuf coups sûrs en seulement quatre manches. Malgré une solide performance en relève de Sid Fernandez, habituellement un lanceur partant, et un ralliement tardif avec un point en 8e et un autre en 9e, les Mets s'inclinèrent 4-2 et Boston prit une avance de 3 victoires contre 2 dans la Série mondiale.

### Match 6
Samedi 25 octobre 1986 au Stade Shea de New York, NY.
| Red Sox de Boston | 1 | 1 | 0 | 0 | 0 | 0 | 1 | 0 | 0 | 2 | 5 | 13 | 3 |
| Mets de New York | 0 | 0 | 0 | 0 | 2 | 0 | 0 | 1 | 0 | 3 | 6 | 8  | 2 |
| Lanceurs partants : BOS : Roger Clemens NYM : Bob Ojeda Vic. : Rick Aguilera (1-0) Déf. : Calvin Schiraldi (0-1) HRs : BOS : Dave Henderson (2) |   |   |   |   |   |   |   |   |   |   |   |    |   |

Les Red Sox prirent une rapide avance de 2-0 avec des coups sûrs productifs de Dwight Evans en première manche et de Marty Barrett en deuxième. New York répliqua en 5e avec un simple bon pour un point de Ray Knight, puis Danny Heep produisit le point égalisateur en étant retiré dans un double-jeu. En 7e, une erreur en défensive de Knight permet à Barrett de marquer le point qui redonne les devants aux Sox, 3 à 2. Les Mets créent l'égalité en fin de 8e sur un ballon sacrifice de Gary Carter. Avec une égalité de 3-3, le sixième match va en manches supplémentaires.

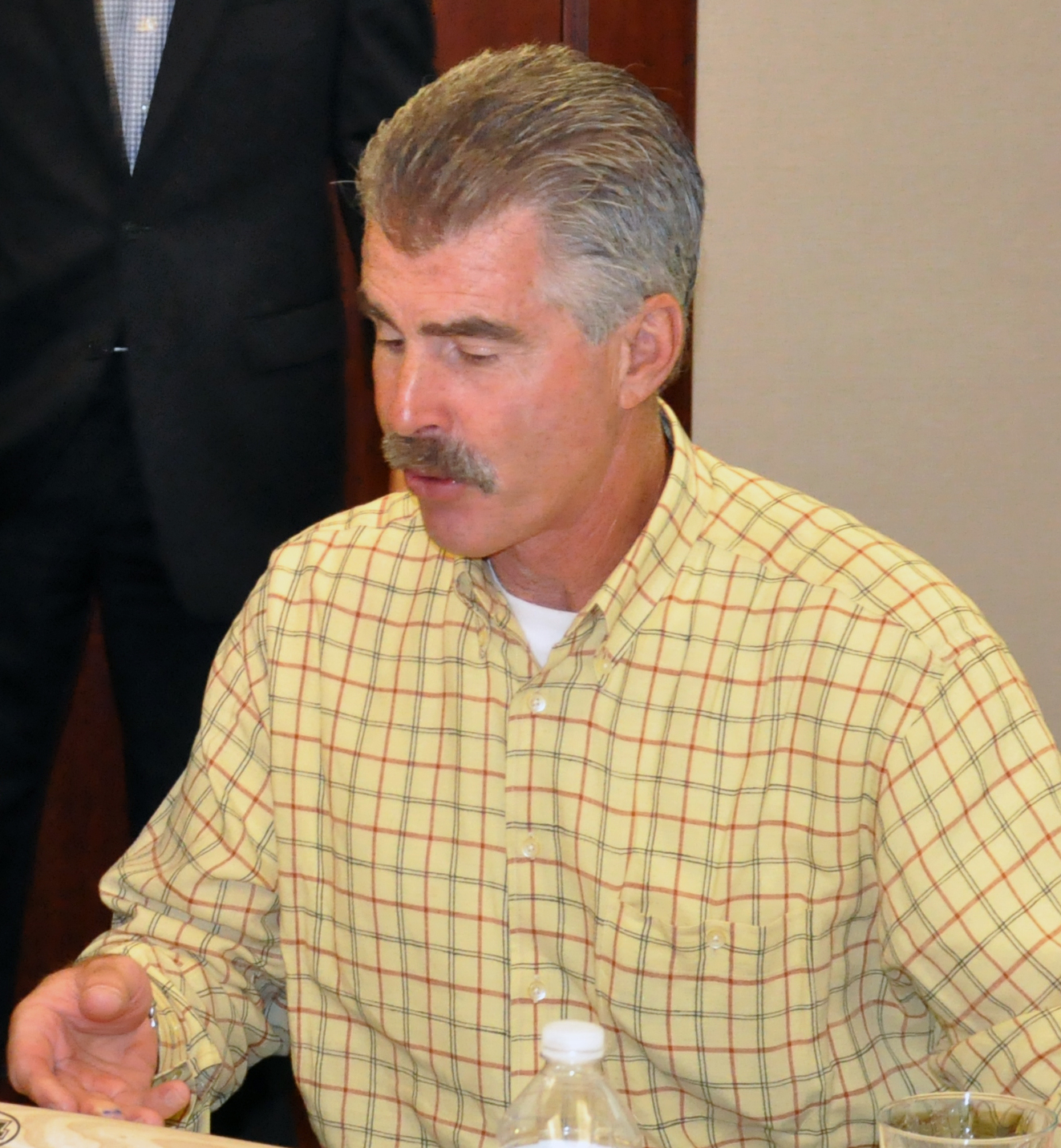
Bill Buckner, photographié en 2011.

En début de 10e manche, Dave Henderson frappe un circuit en solo pour porter les Sox en avant 4-3, puis un simple de Marty Barrett pousse  Wade Boggs au marbre pour faire 5-3 Boston.
C'est après deux retraits en fin de 10e manche, en retard de deux points, que les Mets entreprendront leur retour historique. Gary Carter frappe un simple à gauche. Le puissant cogneur Darryl Strawberry aurait normalement dû s'amener au bâton, mais le gérant Davey Johnson l'avait retiré précédemment dans le match à la faveur d'une double substitution. Le gérant des Mets envoie Kevin Mitchell comme frappeur suppléant à la place du releveur Rick Aguilera. Mitchell frappe un simple au champ centre.
Face au frappeur suivant, Ray Knight, le lanceur des Red Sox Calvin Schiraldi prend les devants 0-2 dans le compte. Boston n'est alors qu'à une seule prise de mettre fin au match et d'être sacrés champions du monde. Mais Knight cogne un simple au centre, faisant marquer Carter et poussant le point égalisateur (Mitchell) au troisième. Le vétéran Bob Stanley s'amène lancer à la place de Schiraldi. Avec un compte de deux balles deux prises contre Mookie Wilson, les Red Sox sont à nouveau à une seule prise du championnat. Mais l'offrande suivante de Stanley est hors cible, le receveur Rich Gedman est incapable de saisir le mauvais lancer qui permet à Kevin Mitchell de venir croiser le marbre et à Ray Knight d'avancer au deuxième but.
C'est alors à nouveau l'égalité, 5-5 en fin de 10e manche. Le compte est complet (3 balles, 2 prises) à Wilson. Sur le 10e lancer, le rapide coureur des Mets frappe une balle bondissante en direction du joueur de premier but. Le jeu semble facile mais Bill Buckner, au lieu d'effectuer le retrait final, laisse bêtement filer le roulant entre ses jambes. La balle roule lentement jusqu'au champ droit, et l'erreur de Buckner permet à Knight de venir marquer du deuxième, procurant aux Mets une victoire improbable de 6-5. Alors que les Red Sox de Boston n'étaient qu'à un lancer de remporter la Série mondiale, celle-ci se retrouve égale 3 à 3 et un match ultime sera nécessaire.

### Match 7
Lundi 27 octobre 1986 au Stade Shea de New York, NY.
| Red Sox de Boston | 0 | 3 | 0 | 0 | 0 | 0 | 0 | 2 | 0 | 5 | 9  | 0 |
| Mets de New York | 0 | 0 | 0 | 0 | 0 | 3 | 3 | 2 | X | 8 | 10 | 0 |
| Lanceurs partants : BOS : Bruce Hurst NYM : Ron Darling Vic. : Roger McDowell (1-0) Déf. : Calvin Schiraldi (0-2) Sauv. : Jesse Orosco (2) HRs : BOS : Dwight Evans (2), Rich Gedman (1) NYM : Ray Knight (1), Darryl Strawberry (1) |   |   |   |   |   |   |   |   |   |   |    |   |

Le 7e match de la Série mondiale devait avoir lieu le 26 octobre, mais fut remis au lendemain en raison de la pluie. Ce délai permet aux Red Sox de laisser « Oil Can » Boyd, le partant prévu pour cette partie et lanceur perdant du match # 3, sur le banc et plutôt envoyer au monticule Bruce Hurst, qui avait déjà battu les Mets deux fois.
En 2e manche, Boston inscrit trois points aux dépens de Ron Darling. En relève à ce dernier, Sid Fernandez blanchit l'adversaire et retire notamment sept frappeurs consécutifs, dont 4 sur des prises. L'attaque des Mets se réveillera en fin de 6e, avec trois points contre Hurst pour niveler le score. À la manche suivante, Ray Knight cogne un circuit en solo contre Calvin Schiraldi, amené en relève, pour donner aux Mets une première avance dans ce match. New York s'inscrit encore deux fois à la marque dans cette manche et mène maintenant 6-3.
En 8e, un double de Dwight Evans réduit l'avance des Mets à 6-5, mais à la demi-manche suivante, le releveur Al Nipper est accueilli par un circuit de Darryl Strawberry. Ray Knight enchaîne avec un simple et viendra marquer sur un coup sûr du lanceur de relève Jesse Orosco. De retour au monticule en début de 9e manche, ce dernier retirera les frappeurs des Red Sox dans l'ordre pour son second sauvetage de cette série, protégeant l'avance de 8-5 des Mets et leur permettant de remporter les honneurs de cette Série mondiale avec 4 victoires, contre 3 pour Boston.

## Joueur par excellence

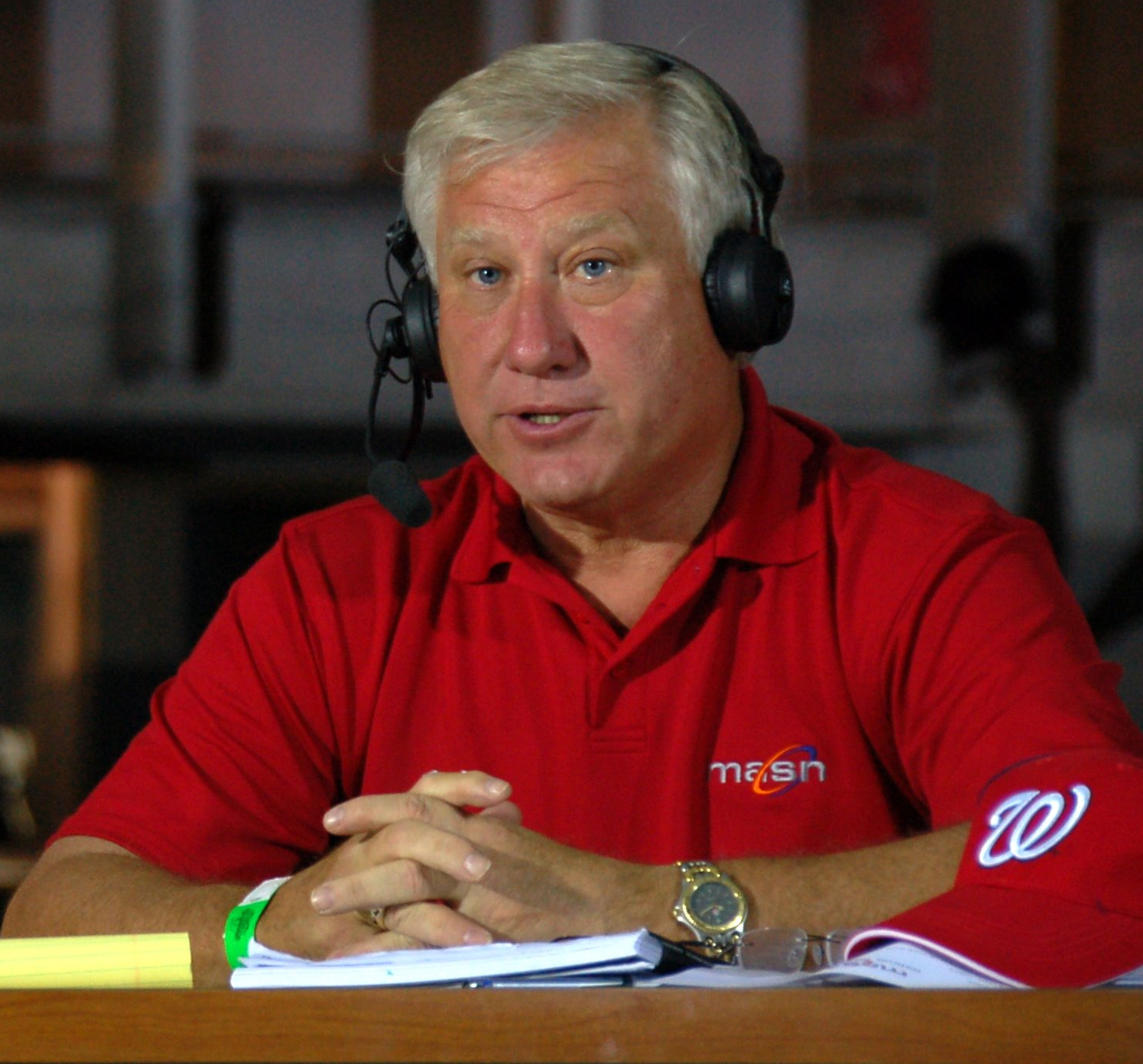
Ray Knight, photographié en 2007.

Le titre de joueur par excellence de la Série mondiale de 1986 fut décerné au joueur de troisième but des Mets de New York, Ray Knight. Ayant pris part à six des sept matchs de la finale, Knight maintint une moyenne au bâton de ,391 (9 en 23) avec un coup de circuit, cinq points produits et quatre points marqués.
Si les Red Sox avaient remporté, comme ils s'apprêtaient à le faire, le 6e match de la série, ç'eut été leur lanceur Bruce Hurst qui aurait gagné le titre de joueur par excellence de la Série mondiale. Le vote avait en effet déjà été compilé, mais dut être repris lorsque les Mets provoquèrent un 7e affrontement.